# Kim Stolz
Kimberly "Kim" Lynn Stolz, född 8 juni 1983 i New York, är en amerikansk fotomodell, TV-personlighet och finansiell direktör. Hon deltog i säsong fem av America's Next Top Model. Hon är verkställande direktör på Bank of America inom aktie-derivatförsäljning. Hon är öppet lesbisk.